# Štóla

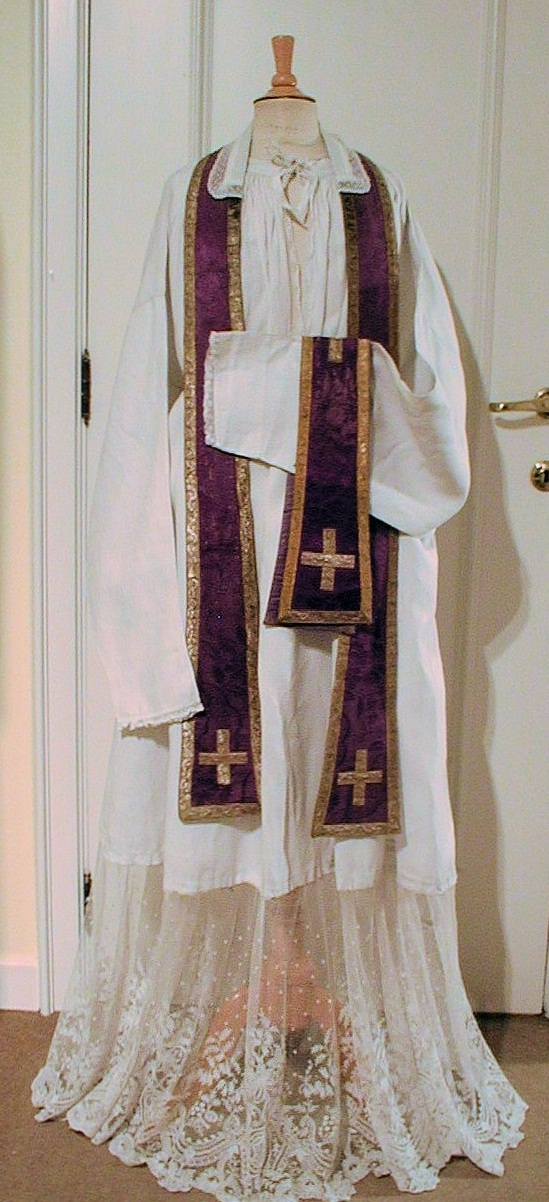
Štóla a manipul (malá štóla na zápěstí)

Štóla je zdobená šerpa, která je součástí liturgického oděvu v katolické církvi. Může ji obléknout jen nositel svěcení; biskup, kněz a jáhen (u jiných křesťanských církví nese štóla jiné označení – např. u pravoslavných epitrachil či orarion).

## Užití
Štólu obléká duchovní na albu nebo kleriku s rochetou. Biskup a kněz ji překrývá ornátem, jáhen dalmatikou. Štola se také používá u pluviálu. Většinou je štóla součástí jednotného souboru s ornátem a kalichovým velem. Štóla se klade na šíji a splývá buď svisle z ramen, nebo se překříží na prsou pravá část přes levou (nikdy ne naopak). Jáhen klade štolu jako šerpu na levé rameno.

## Druhy
Svrchní štóla je typem, který se obléká na ornát a je širší. V takovém případě může být ornát v liturgicky neutrální barvě (šedá, béžová) a nositelkou liturgické barvy je pouze štóla. Štóla je často zdobená, zpravidla s vyšitým křížem na obou koncích.

## Barva
Liturgická barva štóly se řídí příslušným obdobím církevního roku nebo svátkem podle liturgického kalendáře.